# The Sharps Want a Flat
The Sharps Want a Flat è un cortometraggio del 1914 diretto da Allen Curtis e interpretato da Louise Fazenda. Prodotto e distribuito dall'Universal Film Manufacturing Company, il film uscì in sala il 25 aprile 1914.